# الاستفتاء على الدستور الموريتاني 1991
أُجري استفتاء دستوري في موريتانيا في 12 يوليو 1991. أعاد الدستور الجديد الديمقراطية التعددية الحزبية لأول مرة منذ 1960، إضافة إلى تأسيسه لغرفتين برلمانيتين: مجلس الشيوخ والجمعية الوطنية، لكنه لم يتضمن تحديد فترة ولاية الرئيس ووافق عليه الناخبون بنسبة 97.94٪ وبنسبة إقبال 85.3٪.

## النتائج
| خيار                    | الأصوات | ٪     |
| ----------------------- | ------- | ----- |
| ل                       | 713493  | 97.94 |
| ضد                      | 14999   | 2.06  |
| أصوات غير صالحة / فارغة | 3،020   | -     |
| مجموع                   | 731.512 | 100   |